# Sungqu
| Tibetische Bezeichnung                    |
| ----------------------------------------- |
| Tibetische Schrift: ཟུང་ཆུ་                 |
| Wylie-Transliteration: zung chu           |
| Offizielle Transkription der VRCh: Sungqu |
| Andere Schreibweisen: Sungchu; Zungchu    |

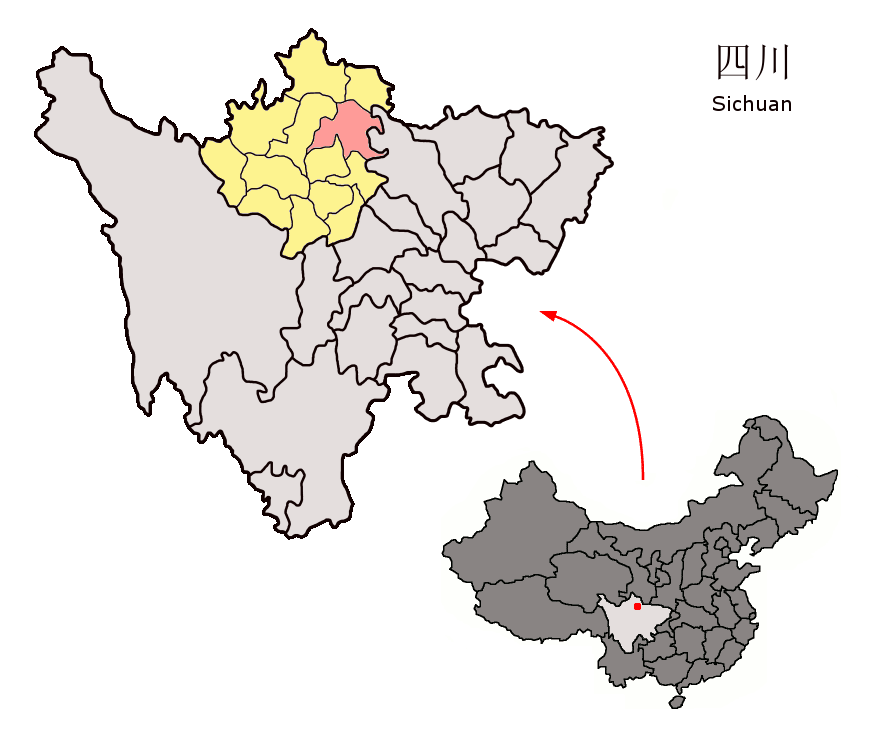
Lage von Sungqu in Sichuan

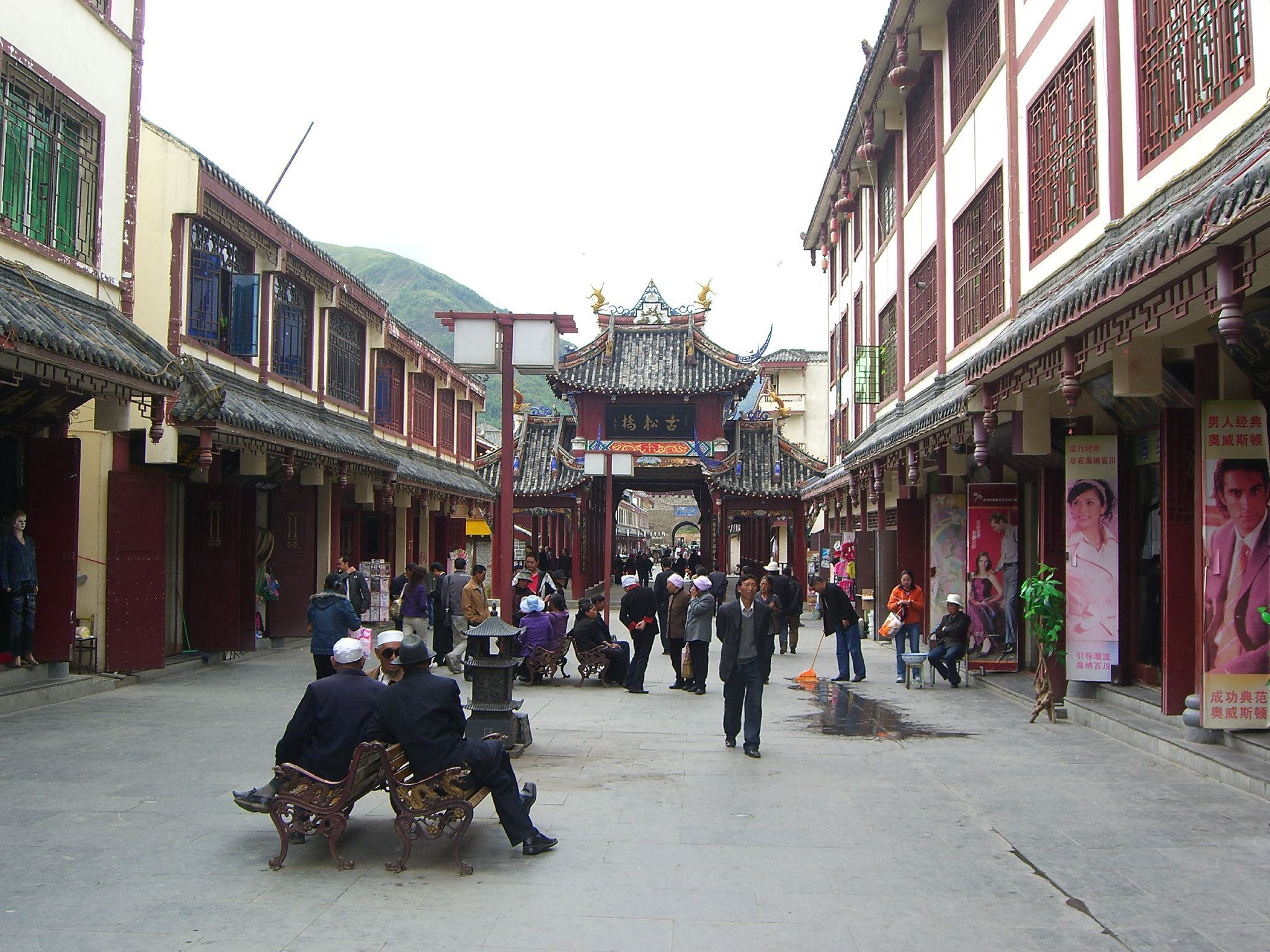
Altstadt von Sungqu

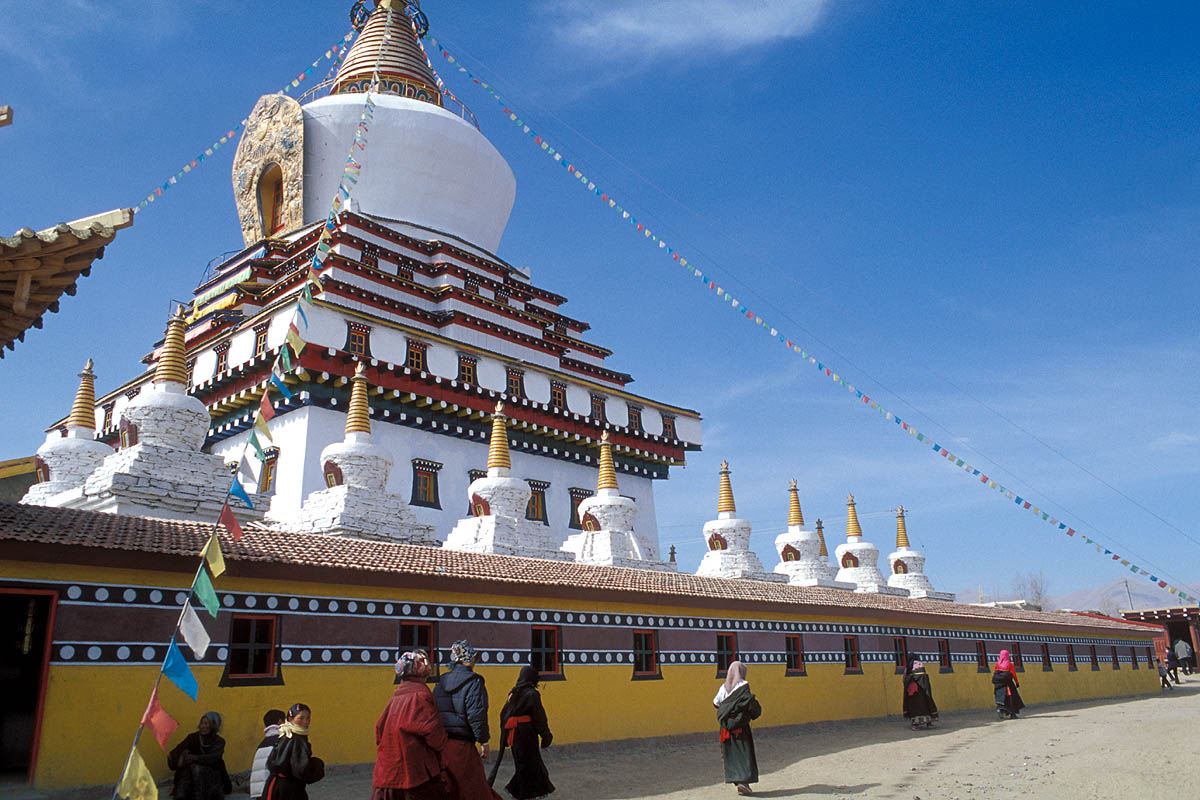
Große Stupa im Kirti-Gonpa-Kloster in Sungqu

Sungqu, chinesisch: Songpan, (chinesisch 松潘县, Pinyin Sōngpān Xiàn) ist ein Kreis des Autonomen Bezirks Ngawa der Tibeter und Qiang im Norden der chinesischen Provinz Sichuan. Sein Hauptort ist die Großgemeinde Jin’an (进安镇). Der Kreis hat eine Fläche von 7.837 km² und 66.937 Einwohner (Stand: Zensus 2020).
Die alte Stadtmauer von Sungqu (Songpan gu chengqiang 松潘古城墙) steht seit 2001 auf der Liste der Denkmäler der Volksrepublik China (5-386).

## Administrative Gliederung
Der Kreis Sungqu setzt sich aus zwei Großgemeinden, einundzwanzig Gemeinden und zwei Nationalitätengemeinden zusammen. Diese sind:
- Großgemeinde Jin’an 进安镇, Sitz der Kreisregierung
- Großgemeinde Chuanzhusi 川主寺镇
- Gemeinde Anhong 安宏乡
- Gemeinde Baiyang 白羊乡
- Gemeinde Caoyuan 草原乡
- Gemeinde Daxing 大姓乡
- Gemeinde Dazhai 大寨乡
- Gemeinde Hongtu 红土乡
- Gemeinde Hongzha 红扎乡
- Gemeinde Huanglong 黄龙乡
- Gemeinde Minjiang 岷江乡
- Gemeinde Mouni 牟尼乡
- Gemeinde Qinyun 青云乡
- Gemeinde Shanba 山巴乡
- Gemeinde Shangbazhai 上八寨乡
- Gemeinde Shijiabao 施家堡乡
- Gemeinde Shuijing 水晶乡
- Gemeinde Xiabazhai 下八寨乡
- Gemeinde Xiaohe 小河乡
- Gemeinde Xiaoxing 小姓乡
- Gemeinde Yanyun 燕云乡
- Gemeinde Zhenjiangguan 镇江关乡
- Gemeinde Zhenping 镇坪乡
- Gemeinde Jin’an der Hui 进安回族乡
- Gemeinde Shili der Hui 十里回族乡

## Ethnische Gliederung der Bevölkerung (2000)
Beim Zensus im Jahr 2000 hatte der Kreis Sungqu 69.079 Einwohner.
| Name des Volkes | Einwohner | Anteil  |
| --------------- | --------- | ------- |
| Tibeter         | 28.484    | 41,23 % |
| Han             | 24.167    | 34,98 % |
| Hui             | 9.968     | 14,43 % |
| Qiang           | 6.372     | 9,22 %  |
| Mongolen        | 35        | 0,05 %  |
| Manju           | 8         | 0,01 %  |
| Bai             | 8         | 0,01 %  |
| Zhuang          | 6         | 0,01 %  |
| Miao            | 5         | 0,01 %  |
| Uiguren         | 5         | 0,01 %  |
| Tujia           | 5         | 0,01 %  |
| Sonstige        | 16        | 0,02 %  |